# Права человека в Армении
Права человека в Армении — правила, обеспечивающие защиту достоинства и свободы каждого отдельного человека в Армении.

## Обзор

### Свобода слова и СМИ
В Армении некоторые независимые каналы, такие как А1+, «Ноян Тапан» и российское НТВ, были лишены своих частот правительством. Журналисты, освещавшие демонстрацию против президента Роберта Кочаряна, подверглись нападению, когда полиция вмешалась, чтобы задержать протестующих. Практически все армянские телеканалы контролируются правительством или лояльны ему. Единственная крупная частная сеть, регулярно транслировавшая критику правительства, была спорно вытеснена из эфира в 2002 году. В 2010 году правительство Армении приняло ряд спорных поправок к Закону «О вещании», которые позволяют государственным регуляторам выдавать или отзывать лицензии без объяснения причин, а также вводить ограничения на составление программ телеканалов.
После протестов на президентских выборах в Армении в 2008 году президент Кочарян 1 марта спорно объявил 20-дневное чрезвычайное положение и использовал его для запрета всех общественных собраний и цензуры всех средств массовой информации, чтобы включать только информацию, спонсируемую государством. Кроме того, власти закрыли несколько оппозиционных газет вместе с их сайтами, в том числе «А1+» и «Айкакан жаманак». Кроме того, правительство заблокировало доступ к сайту YouTube, который содержал видео с протестов 1 марта и поздних ночных столкновений с полицией, на которых спецназ стрелял из автоматического оружия прямо в толпу. Также была заблокирована радиопередача и доступ на сайт армянской свободы, службы Радио «Свободная Европа».
30 апреля 2009 года Аргишти Кивирян, координатор Информационного агентства ARMENIA Today, известный своей оппозиционной позицией, был жестоко избит. Сообщается, что трое неизвестных напали на Кивиряна и жестоко избили его, причинив ему серьезные травмы головы и лица. Его состояние было сообщено как «тяжелое, но стабильное» после того, как он был доставлен в медицинский центр Эребуни. Защитник прав человека Армении Армен Арутюнян осудил этот акт и, отметив, что почти все случаи насилия в отношении журналистов, имевшие место в прошлом, не были раскрыты, призвал полицию провести расследование и раскрыть нападавших на Кивиряна.

### Инциденты с правоохранительными органами
В сентябре 2001 года Погос Погосян, знакомый с президентом Армении Робертом Кочаряном, поприветствовал его в кафе словами «Привет, Роб», чем вызвал гнев Кочаряна. После этого Погосян был избит до смерти президентской охраной. Наказание понёс лишь один из телохранителей Кочаряна, приговорённый к условному тюремному сроку.
В 2018 году все соседние страны Армении вошли в список 30 стран с самым высоким уровнем тюремного заключения, в то время как в Армении этот показатель был ниже. После составления доклада правительство провело масштабную амнистию.
12 мая 2007 года гражданин Армении Левон Гулян, вызванный в полицию в качестве свидетеля по делу об убийстве, скончался в Главном управлении уголовного розыска полиции после того, как его забил до смерти и выбросил из окна первый заместитель начальника Главного управления уголовного розыска Овик Тамамян. Полиция утверждает, что Гулян поскользнулся и упал с первого этажа, пытаясь сбежать из-под стражи. Предварительная судебно-медицинская экспертиза, проведенная судебно-медицинскими специалистами из Дании и Германии, установила, что смерть Гуляна наступила в результате смертельных травм, включавших переломы черепа, грудной клетки, позвоночника и ребер. В письме, адресованном главе полиции, исполнительный директор Международной Хельсинкской федерации по правам человека сослался на подозрения полиции в объяснении смерти Гуляна и упомянул, что пытки и жестокое обращение со стороны полиции остаются серьезными проблемами в Армении. Европейский суд по правам человека вынес вердикт по данному делу, по которому обязал правительство Армении выплатить истцу 50 тыс. евро в качестве возмещения морального ущерба и 2000 евро — за судебные издержки.

### Политическая свобода
В 1998 году после ухода Левона Тер-Петросяна с поста президента политическая свобода в Армении несколько улучшилась. Произошли конституционные изменения, которые предоставили президенту больше власти, чем парламенту. Была запрещена деятельность девяти политических партий.
После президентских выборов в Армении 19 февраля 2008 года в Ереване прошла серия массовых протестов против предполагаемых фальсификаций на выборах, организованные сторонниками Тер-Петросяна. Протесты начались 20 февраля, продолжались 10 дней на площади Свободы в Ереване, в них приняли участие десятки тысяч демонстрантов. Погибли 10 человек. Несмотря на призывы правительства прекратить демонстрации, протесты продолжались до 1 марта. 1 марта Национальная полиция и вооружённые силы разогнали оставшихся на ночь 700—1000 человек, избивая их дубинками и электрошоковым оружием. Многие протестующие все еще числятся пропавшими без вести. С 1 марта того же года Тер-Петросян был помещен под домашний арест.
После бархатной революции в 2018 году бывший президент Серж Саргсян, его братья — Александр и Левон Саргсян, сын Нарек и дочь Ани, бывшие члены кабинета министров Сейран Оганян, Серго Карапетян, Геворг Арутюнян, Армен Геворкян, бывшие депутаты парламента Арсен Бабаян, Грайр Товмасян, Манвел Григорян, бывший судья Самвел Узумян были обвинены в коррупции, незаконном получении доходов и уклонении от уплаты налогов. Как сообщает Associated Press, Саргсян отверг все выдвинутые против него, его родственников и бывших членов кабинета министров обвинения как политически мотивированные.
Журналисты Гагик Шамшян, Сатик Сейранян, Мгер Егиазарян и политические активисты Нарек Малян, Константин Тер-Накалян, Артур Даниелян были обвинены в употреблении наркотиков, незаконном хранении оружия, задержаны, а чуть позже освобождены.
Кроме того бывшего президента Роберта Кочаряна также обвинили в «свержении конституционного строя». В мае 2019 года десятки сторонников Кочаряна собрались у здания Ереванского городского суда, устроив протесты. Роберт Кочарян заявил, что дело было возбуждено против него из-за нового руководства, которое вытеснило его преемника в ходе народного восстания в 2018 году.
В 2020 году после подписания премьер-министров совместного заявления с Россией и Азербайджаном о «фактической капитуляции Армении», вспыхнули массовые протесты, требуя отставки Пашиняна. В первый день протестующие захватили здание парламента, председатель Национального собрания Армении Арарат Мирзоян был избит. На следующий день шесть человек были задержаны по подозрению в организации массовых беспорядков, затем произошли стычки между протестующими и силовиками, в ходе которых пострадали три сотрудника правоохранительных органов. Были задержаны лидер оппозиционной партии «Процветающая Армения» Гагик Царукян, пресс-секретарь Республиканской партии Эдуард Шармазанов, бывший министр экономики Арцвик Минасян, Арсен Бабаян, член партии «Родина», Ара Акопян, член партии «Национальная повестка», бывший член партии «Республика», политолог Сурен Суренянц и др. Также был арестован бывший директор СНБ Армении Артур Ванецян и был обвинён в подготовке убийства премьер-министра Никола Пашиняна, который позже был отпущен на свободу. Несколько дней спустя один из протестующих, ворвавшихся в здание парламента 10 ноября, Гарник Петросян был найден мёртвым.

### Свобода религии
Армянская Апостольская Церковь обладает значительной монополией в Армении, обладая большими правами, чем любое другое зарегистрированное религиозное учреждение.
К религиозным меньшинствам относятся русские православные христиане, сирийские христиане, греческие православные христиане, евреи, мусульмане, езиды и Свидетели Иеговы. По большому счету, мусульманская община Армении (некогда состоявшая из азербайджанцев и курдов) практически не существует из-за обмена населением между Арменией и Азербайджаном во время Первой карабахской войны.

### Права ЛГБТ
В 2003 году в Армении были узаконены однополые отношения. Однако, несмотря на декриминализацию, положение ЛГБТ существенно не изменилось. Нет никакой правовой защиты для ЛГБТ-лиц, чьи права человека регулярно нарушаются. Многие опасаются насилия на рабочем месте или в семье и поэтому не выражают открыто свою ориентацию и не подают жалоб на нарушения прав человека или уголовные преступления.
Армения в 2013 году заняла 47-е место из 49 европейских стран по правам ЛГБТ.
Трансгендерная женщина Лилит Мартиросян выступила в парламенте Армении в течение 3 минут 5 апреля 2019 года. По словам Лилит, основанная ею организация «Правая сторона» зарегистрировала 283 случая нарушения прав трансгендеров. Некоторые законодатели сразу же проявили враждебность, заявив, что Мартиросян «нарушила повестку дня слушаний и проявила неуважение к парламенту». Один из депутатов парламента публично призвал сжечь Лилит Мартиросян заживо. Представители общественности угрожали и осуждали Мартиросяна и всех трансгендерных людей, живущих в Армении. Никол Пашинян назвал права ЛГБТ «ненужной головной болью, с которой придется иметь дело через 10, 20, 30 лет».

Доклад «Права человека в Восточной Европе и Центральной Азии в 2019 году», представленный организацией Amnesty International сообщает о нарушениях прав ЛГБТ в Армении:
Не прекращались притеснения и дискриминация лесбиянок, геев, бисексуальных и трансгендерных людей и интерсексов. В первом полугодии 2019 года местная ЛГБТ организация зафиксировала 24 преступления на почве гомофобии и трансфобии, включая насилие, в том числе домашнее, и случаи вымогательства.

## Оценка
В 2017 году Армения заняла 54-е место в отчете Индекса свободы человека, опубликованном Канадским институтом Фрейзера.

В январе 2017 года правозащитная организация Human Rights Watch в своём докладе оценила ситуацию с защитой прав человека в Армении:
«Ситуация с защитой прав человека в Армении в прошлом году оставалась проблематичной. Власти применили несоразмерную силу по отношению к мирным демонстрантам, напали на журналистов и выдвинули необоснованные уголовные обвинения против участников и лидеров акций протеста.»
Армения классифицируется как «частично свободная» в отчете Freedom House за 2019 год (с данными за 2018 год), согласно которому демократия и свобода оцениваются как 51 из 100.

Доклад «Права человека в Восточной Европе и Центральной Азии в 2019 году», представленный организацией Amnesty International сообщает о нарушениях законодательства, международного права и демократии в Армении:
В таких разных странах, как Молдова и Армения, судебные системы испытывали на себе политическое давление. На фоне обеспокоенности возможным давлением исполнительной власти на судебную происходили аресты и уголовное преследование бывших высокопоставленных государственных должностных лиц, обвиняемых в злоупотреблении властью. Армения так и не ратифицировала Конвенцию Совета Европы о предотвращении и борьбе с насилием в отношении женщин и домашним насилием (Стамбульскую конвенцию), несмотря на растущее осознание масштабов гендерного насилия.

## Рекомендуемая литература
- Simon Payaslian[англ.]. The Political Economy of Human Rights in Armenia: Authoritarianism and Democracy in a Former Soviet Republic. — I.B.Tauris, 2011. — ISBN 9780857731692.